# Theodor Simonius
Karl Theodor Simonius-Burckhardt (* 8. Mai 1854 in Basel; † 30. April 1931 ebenda) war ein Schweizer Unternehmer.

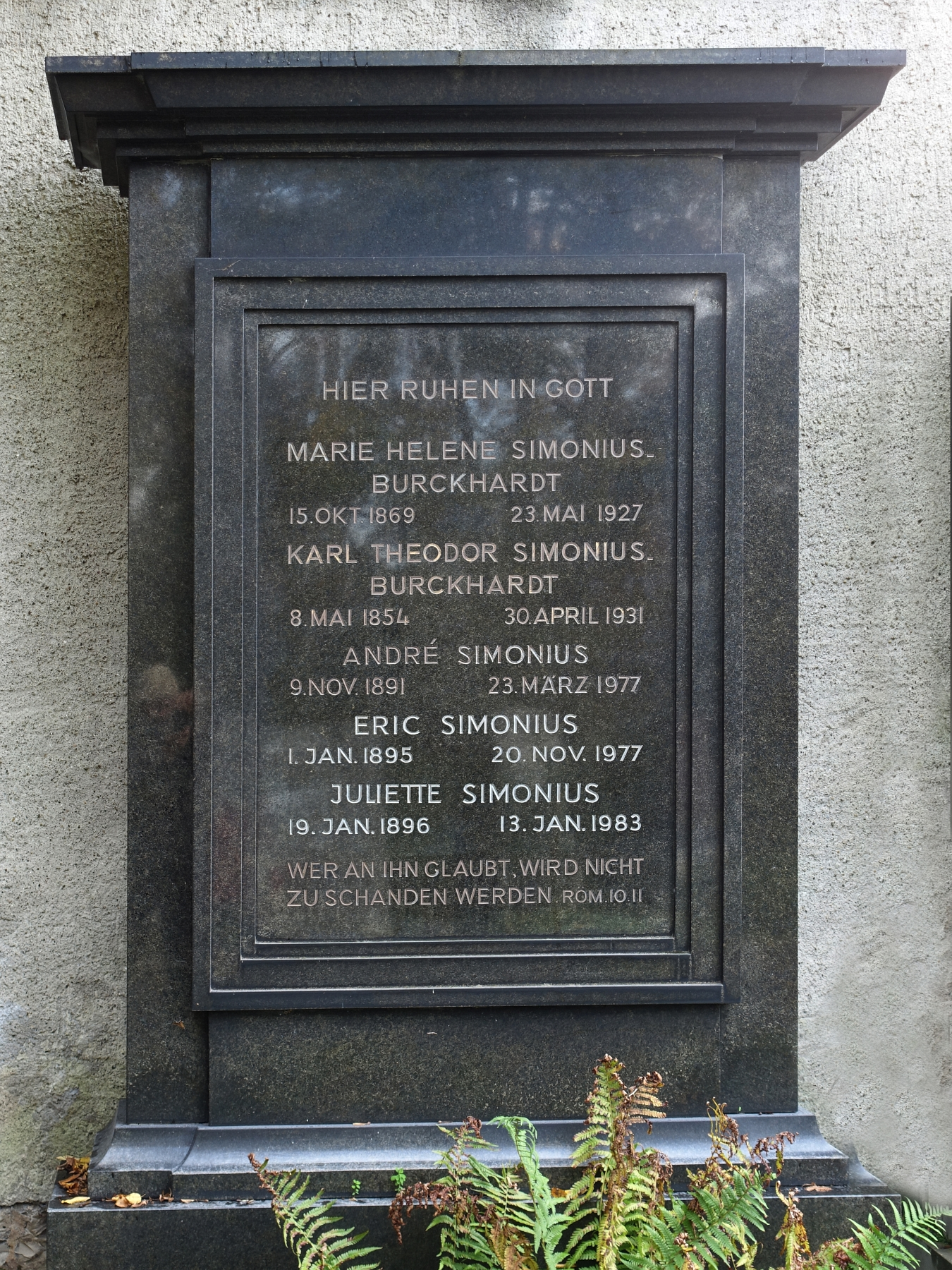
Grab auf dem Wolfgottesacker in Basel.

## Leben und Werk
Karl Theodor Simonius war ein Sohn des aus Ravensburg eingewanderten Kaufmanns Paul Christian Simonius (1806–1869). Dieser wurde 1848, drei Jahre nach seiner Heirat mit der aus Schaffhausen stammenden Caroline Oschwald (1816–1893), in Basel eingebürgert. Die Familie stieg durch Heirat mit Mitgliedern von alteingesessenen Basler Familien rasch in das Basler Grossbürgertum auf.
Simonius’ Vater übernahm die Leitung der im Wollhandel tätigen Firma Fürstenberger. Nachdem der ältere Bruder Paul (1849–1886), der seit 1823 mit Rosalie Veillon (1862–1935) verheiratet war, bereits 1880 Teilhaber der Firma geworden war, übernahm Karl Theodor Simonius, der ab 1901 Teilhaber und von 1913 bis 1926 deren Seniorchef war, die Leitung der Firma. Sein jüngerer Bruder war der Unternehmer Alfons Simonius.
Als Albert Fürstenberger starb, wurde die Firma auf den 1. Januar 1902 liquidiert. Die Aktiven und Passiven gingen an die in Basel ansässige Kommanditgesellschaft «Haerle, Simonius, Strohl & Cie.» über. Diese nannte sich ab 1913 «Simonius, Vischer & Co.». Die Firma existierte bis 2003.
Karl Theodor Simonius heiratete 1889 Helena Maria, geborene Burckhardt (1869–1927), und war der Onkel von August Simonius. Seine letzte Ruhestätte fand er auf dem Wolfgottesacker in Basel.